# Sandárhöfði
Sandárhöfði är ett berg i republiken Island. Det ligger i regionen Norðurland vestra, 160 km nordost om huvudstaden Reykjavík. Toppen på Sandárhöfði är 493 meter över havet.
Trakten runt Sandárhöfði är nära nog obefolkad, med mindre än två invånare per kvadratkilometer. Det finns inga samhällen i närheten.